# لوئی دوناوا
لوئی دوناوا (انگلیسی: Louie Donowa؛ زادهٔ ۲۴ سپتامبر ۱۹۶۴) بازیکن فوتبال اهل بریتانیا است.
از باشگاه‌هایی که در آن بازی کرده‌است می‌توان به باشگاه فوتبال استوک سیتی، باشگاه فوتبال کریستال پالاس، باشگاه فوتبال پیتربورو یونایتد، باشگاه فوتبال ویلم دوم، باشگاه فوتبال ایر یونایتد، باشگاه فوتبال نوریچ سیتی، باشگاه فوتبال ایپسویچ تاون، باشگاه فوتبال دپورتیوو لاکرونیا، باشگاه فوتبال بیرمنگام سیتی، باشگاه فوتبال بوستون یونایتد، باشگاه فوتبال بریستول سیتی، باشگاه فوتبال تاموورث، باشگاه فوتبال والسال، باشگاه فوتبال برنلی، و باشگاه فوتبال شروزبری تاون اشاره کرد.
وی همچنین در تیم ملی فوتبال زیر ۲۱ سال انگلستان بازی کرده‌است.